# Oltre l'Eden
(Oltre l'Eden)
Oltre l'Eden (L'éden et après) è un film del 1970 diretto da Alain Robbe-Grillet.

## Trama
Un gruppo di studenti di fisica di Bratislava si ritrova dopo lo studio al bar Eden dove tra pareti a vetri e riproduzioni degli astrattismi di Mondrian, mette in scena spettacoli dal gusto noir o erotico/feticista. Tra questi giovani c'è Violette che diviene fin dal principio il filo conduttore del film.
Una sera entra nel locale uno straniero, Duchemin, che coinvolge gli studenti in giochi di illusione e racconta loro strani aneddoti dell'Africa. Lo straniero incanta in particolare Violette, che assume una sostanza allucinogena che costui le offre, e che accetta di incontrarlo la sera in una fabbrica dismessa. Violetta si perde nella fabbrica e dopo strani incontri, riesce ad evaderne al mattino trovando lo straniero morto ai piedi di una scala che dà nel vicino canale, con in tasca una cartolina di Gerba.
Rientrata a casa scopre di essere stata derubata di un prezioso quadro. Parte così per la Tunisia, dove incontra uno scultore, Dutchman, che ha le stesse fattezze di Duchemin e del quale diventa amante. Viene rapita da una banda di giovani, interpretati dai suoi compagni di studi che frequenta all'Eden. Imprigionata e sottoposta a sevizie, con l'aiuto di una ragazza, sua immagine speculare, riesce a liberarsi e ritrovare il quadro. Poco dopo rinviene anche Dutchman, morto ai piedi di una scala sul mare, che ricorda il luogo dove Violette aveva ritrovato il corpo di Duchemin.
Siamo di nuovo all'Eden, e, dal suo racconto, scopriamo che nulla è ancora accaduto o tutto era solamente una fantasia, un'allucinazione o un sogno premonitore di Violette.

## Il film
Oltre l'Eden è il primo film a colori di Robbe-Grillet. L'autore era infatti deciso a non proseguire la sua attività cinematografica proprio per non dover utilizzare il colore. Il principale motivo era la sua avversione nei confronti del colore verde nella pellicola positiva. La decisione di tornare sui suoi passi avviene dopo la scoperta del paesaggio tunisino, privo di vegetazione verde.
Il film è infatti giocato interamente su colori puri: all'interno del bar Eden a Bratislava, la scenografia rappresenta un omaggio a Mondrian, mentre i panorami di Gerba giocano con una bicromia in cui prevale il bianco accompagnato da un colore puro, quale il blu o il rosso. La parte centrale del film è girata in uno zuccherificio cecoslovacco fatto costruire dal regime, ma mai reso operativo. Robbe-Grillet chiese ed ottenne di colorare gli interni della fabbrica con colori puri.
Come negli altri film e nella narrativa di Robbe-Grillet, anche in Oltre l'Eden il fattore onirico/illusorio, assume un aspetto predominante. Non solo le fantasie erotiche sadomasochiste prendono la forma di tableau vivant, incastonati senza nesso apparente nella trama del film come una sorta di istantanee della fantasia dell'autore, ma anche elementi della trama quali il trasferimento dalla Cecoslovacchia alla Tunisia, vengono resi con lo specchiarsi del pubblico in un film veduto al cinema. Il che ci suggerisce l'idea di stare vagando nella fantasia della protagonista, cosa apparentemente confermata dal finale, nel quale si potrebbe dedurre che tutto non è stato altro che una fantasia di Violette o un sogno premonitore e che quanto accaduto sta per avvenire di nuovo o realizzarsi per la prima volta solamente in quell'istante.

## N. a pris les dés...
Il progetto prevedeva che Alain Robbe-Grillet potesse montare due versioni differenti dello stesso film, utilizzando le stesse riprese e altro materiale girato. Il secondo film così risultato è stato ridistribuito con il titolo N. a pris les dés....
N. a pris les dés... è infatti l'anagramma del titolo originale del film, L'éden et après, ma che racconta una diversa storia.

## Critica
«Tipica sperimentazione di Robbe-Grillet... Snob ed estetizzante.» *½ 